# Divizia 2 Vânători (1918-1920)
Divizia 2 Vânători a fost o mare unitate de infanterie, de nivel tactic, din Armata României, care a participat la acțiunile militare postbelice, din perioada 1918-1920, fiind formată din Brigada 3 Vânători ,Brigada 4 Vânători,  Regimentul 4 Artilerie, Regimentul 24 Artilerie și Regimentul 2 Artilerie. :p. 333

## Compunerea de luptă
În perioada campaniei din 1919, divizia a avut următoarea compunere de luptă::p. 333
- Brigăzii 3 Vânători – comandant: colonel Paulian C. și Dumitru D.

- Regimentul 2 Vânători - comandant: locotenent-colonel Victor Iacobini 

- Batalion 1 - comandant: maior Eugen Vârtejeanu 
- Batalion 2- comandant: maior Sebastian M. Ionescu 

- Regimentul 3 Vânători - comandant: colonel Traian Constantinescu 

- Batalion 1 - comandant: maior I. Găucă 
- Batalion 2 - comandant: maior I. Stoenescu 

## Participarea la operații

### Campania anului 1919
În cadrul acțiunilor militare postbelice,  Diviziei 2 Vânători a participat la Operația ofensivă la vest de Tisa. :p. 333
Diviziei 2 Vânători împreună cu diviziile 1, 10, și 13 infanterie au fost concepute între Valea Bârladului și a Prutului pentru a opera în Muntenia. :p. 72

## Comandanți
- General Gheorghe Dabija